# میا ساتیا
میا ساتیا (به انگلیسی: Mia Satya) (زاده ۱۹۹۰) زن‌پوش، رقصنده آمریکایی است.
او یک زن ترنس است.